# 吳讓 (景泰進士)
吳讓（1413年—？），字克讓，廣東廣州府南海縣人，民籍，明朝政治人物。進士出身。

## 生平
廣東鄉試第二名。景泰五年（1454年）參加甲戌科會試第一百四十五名，殿試登進士第三甲第九十二名。

## 家族
曾祖吳文秉。祖父吳廣成。父亲吳宗敏。